# Ibirapuitã
Ibirapuitã é um município brasileiro do estado do Rio Grande do Sul.

## Etimologia
A palavra Ibirapuitã significa "arroio da madeira vermelha".

## História
Em 1926, iniciam-se os trabalhos de construção dos 75 km de estradas que liga o município de Soledade a Passo Fundo. Prestando serviços ao município de Soledade na cobrança de impostos, na zona rural, o Senhor Sebastião José da Rosa, observou a paisagem no final da Serra do Botucaraí e agradou-se da mesma e começou então a planejar, povoar esta terra, tornando-o distrito de Soledade, desmembrando-o do município de Camargo que nesta época pertencia ao Município de Soledade.

## Turismo
O aniversário de Ibirapuitã é comemorado no dia 15 de dezembro. Durante a semana do aniversário são realizadas diversas atividades, como a IBIRAFEST. A festa conta com exposição do comércio e shows de grandes astros da música gaúcha, entre outras apresentações.